# Nederland (Texas)
Nederland is een plaats gelegen in Jefferson County in de Amerikaanse staat Texas met een bevolking van ca. 17.000 inwoners.

## Geschiedenis
Nederland werd gesticht in 1897 door Nederlandse immigranten. De twee belangrijkste families in het prille Nederland waren Rienstra en Doornbos, waarvan nazaten nog steeds in het gebied wonen. Gezegd wordt dat de stichters van de stad aangetrokken werden door verhalen en foto's van vruchtbare grond (dit waren echter foto's van gebieden in Florida). Toen men aankwam in het latere Nederland bleek het gebied een groot moeras te zijn dat zich moeilijk liet bewerken. De eerste winter die de Nederlanders meemaakten in Texas was zo koud dat er geschaatst kon worden met Friese doorlopers, sindsdien heeft men nooit meer kunnen schaatsen. Tegenwoordig herinnert, naast de naam van de stad, ook een windmolenmuseum gelegen aan de Boston Avenue nog aan de Nederlandse achtergrond.
Nederland werd officieel een stad in 1948. De eerste economische activiteiten waren voornamelijk agrarisch. De haven van Beaumont trok veel scheepvaartverkeer aan om te profiteren van de houtindustrie van Texas. Door de ontdekking van olie bij de nabijgelegen Spindletop-bron in Beaumont, werd Nederland de woonstad voor een groeiende groep werknemers van de jonge olieindustrie.
De omliggende grotere steden Beaumont, Port Arthur en Orange werden bekend als de Gouden Driehoek. De middelbare school van Nederland (Nederland High School), met als schoolkleuren zwart en goud, werd ook wel de "gouden trots van de gouden driehoek" genoemd. In de jaren 40 en 50 van de twintigste eeuw was de haven van Beaumont qua belang vergelijkbaar met die van New Orleans en Houston/Galveston. Als gevolg hiervan bloeide Nederland.
Mede door de belastinginkomsten van de olieindustrie kon het openbare schoolsysteem van Nederland zich ontwikkelen tot een van de betere in zuidoost Texas.